# Suliszewice (Łobez)
Suliszewice (deutsch Zülzefitz, früher Zülzfitz) ist ein Dorf in der polnischen Woiwodschaft Westpommern. Es gehört zur Gmina Łobez (Stadt- und Landgemeinde Labes) im  Powiat Łobeski (Labser  Kreis).

## Geographische Lage
Das Dorf liegt in Hinterpommern, etwa 25 Kilometer südöstlich der Stadt Resko (Regenwalde), vier Kilometer östlich des Stadtkerns von Łobez (Labes) und sechs Kilometer nordnordöstlich des Dorfs Bonin (Bonin).

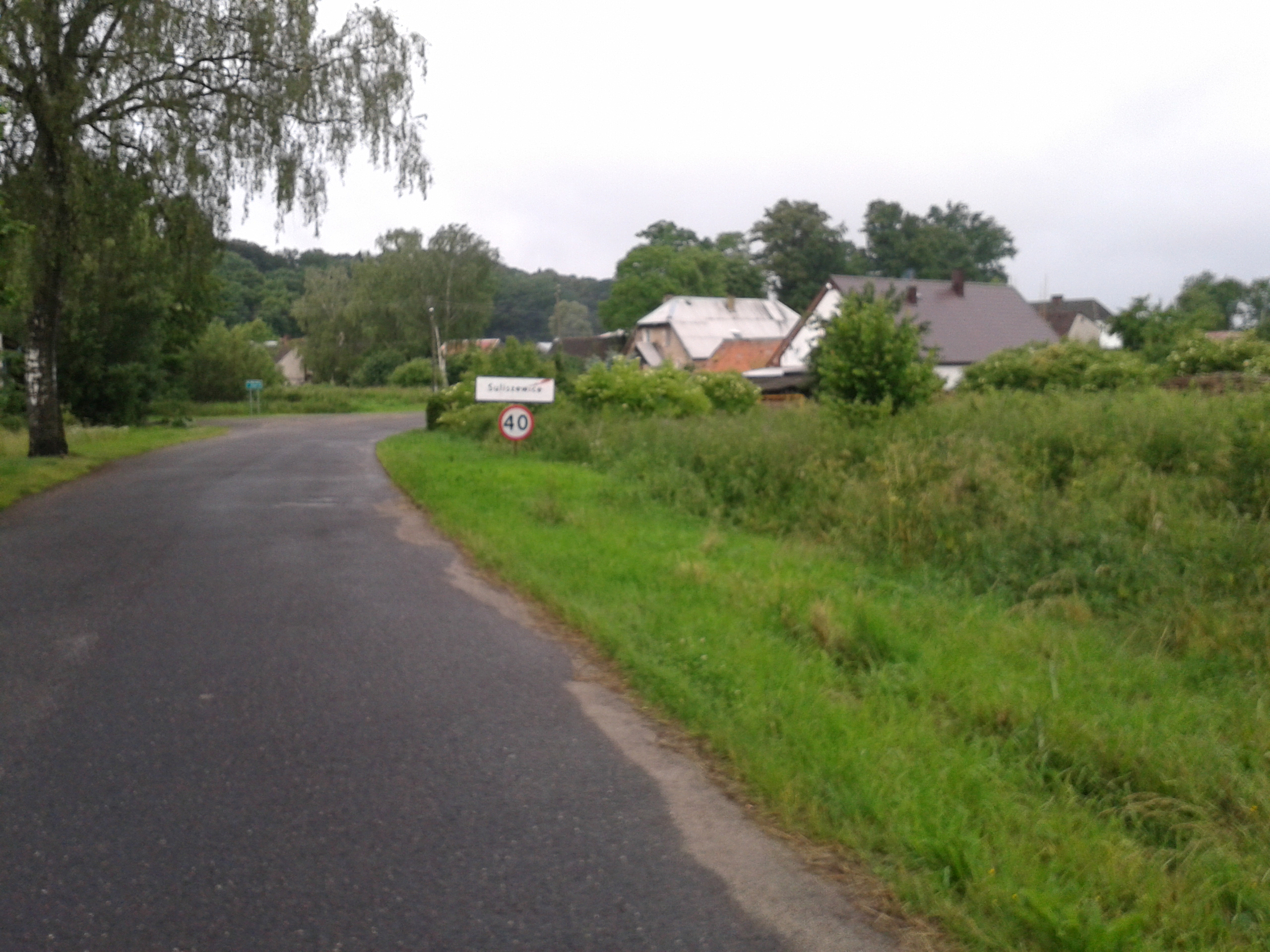
Dorfeingang (2014)

## Geschichte
Die adlige Gut Zülzefitz war im 18. Jahrhundert ein neues Lehen der hinterpommerschen Familie Podewils, das um 1782 Adam Heinrich von Podewils besaß. Die Vasallen-Tabelle von 1804 nennt Ernst von Podewils als Besitzer von Zülzefitz. 1850 war der Kriminalrat a. D. und Kreis-Abgeordnete Julius von Podewils Alleinbesitzer von Zülzefitz. 1884 war das 700 Hektar große Rittergut der Podewils an den Gutspächter Klug verpachtet,  der auch noch um 1896 Pächter war.
Am 1. April 1927 hatte das Rittergut Zülzefitz eine Fläche von 714 Hektar, und am 16. Juni 1925 hatte der Gutsbezirk 194 Einwohner.
Die Gemarkung der Landgemeinde Zülzefitz hatte um 1930 eine Fläche von 9,5 km², und im Gemeindegebiet, in dem Zülzefitz die einzige Wohnstätte war,  standen insgesamt 27 bewohnte Wohnhäuser.
Im Jahr 1945 gehörte die Gemeinde Zülzefitz zum Kreis Regenwalde im Regierungsbezirk Köslin der preußischen Provinz Pommern des Deutschen Reichs. Zülzefitz war dem Amtsbezirk Bonin zugeordnet.
Gegen Ende des Zweiten Weltkriegs wurde die Region im Frühjahr 1945 von der Roten Armee besetzt. Nach Beendigung der Kampfhandlungen wurde Zülzefitz zusammen mit ganz Hinterpommern seitens der sowjetischen Besatzungsmacht der Volksrepublik Polen zur Verwaltung überlassen. Danach begann die Zuwanderung von Polen. Das deutsche Dorf Zülzefitz wurde unter der polonisierten Ortsbezeichnung ‚Suliszewice‘ verwaltet. In der Folgezeit wurde die einheimische Bevölkerung von der polnischen Administration aus Zülzefitz und dem Kreisgebiet vertrieben.

### Demographie
| Jahr | Einwohner | Anmerkungen                                                                             |
| ---- | --------- | --------------------------------------------------------------------------------------- |
| 1782 | –         | adliges Gut mit zwei Vorwerken, einer Mutterkirche und elf Feuerstellen (Haushaltungen) |
| 1818 | 99        | Dorf mit Mutterkirche, adlige Besitzung                                                 |
| 1852 | 222       | Dorf                                                                                    |
| 1864 | 204       | am 3. Dezember, Gutsbezirk und Dorf zusammen                                            |
| 1867 | 209       | am 3. Dezember, davon 81 im Dorf und 128 im Gutsbezirk                                  |
| 1871 | 214       | am 1. Dezember, davon 78 im Dorf und 136 im Gutsbezirk, sämtlich Evangelische           |
| 1885 | 237       | am 1. Dezember, davon 97 im Gemeindebezirk und 140 im Gutsbezirk, sämtlich Evangelische |
| 1910 | 224       | am 1. Dezember, 82 im Dorf und 142 im Gutsbezirk                                        |
| 1925 | 288       | darunter 248 Evangelische und 39 Katholiken                                             |
| 1933 | 269       | [ 14 ]                                                                                  |
| 1939 | 255       | [ 14 ]                                                                                  |

## Trivia
Die ungewöhnlichen Ortsnamen Zülzefitz und des Nachbarorts Kankelfitz fanden früher Niederschlag in dem plattdeutschen Schüttelreim:
In Zülzefitz un Kankelfitz
Doa gifft't wat up de Messerspitz